# Веландер, Мета
Ева Маргарета Веландер (швед. Eva Margareta Velander; 13 августа 1924[…], Дандерюд, Стокгольм — 16 мая 2025) — шведская актриса.

## Биография
Мета Веландер являлась дочерью профессора Эди Веландера (1894—1961) и его супруги Май Халле (1893—1984). Она выросла в районе Кунгсхольмен в Стокгольме, там жила до 21 года.
Начала играть в пьесах ещё в школьные годы. После учёбы в драматической школе с 1947 по 1950 годы начала работать в Уппсальском городском театре, где оставалась до 1957 года, а в 1960 году пришла на работу в Стокгольмский городской театр. Она также вела эпизоды программы «Лето на радио П1» на Радио Швеции с 1982 по 2010 год.
22 июня 1949 года она вышла замуж за актёра Ингвара Щелльсона (Kjellson), с которым состояла в браке до его смерти в декабре 2014 года. После смерти супруга она некоторое время проживала в Юрсхольме.
Скончалась в Юрсхольме днём 16 мая 2025 года в возрасте 100 лет.